# جزایر فریسی
جزایر فریسی (انگلیسی: Frisian Islands) که به نام‌های جزایر وادن (Wadden Islands) و جزایر دریای وادن نیز شناخته می‌شود، مجمع‌الجزایری در کناره شرقی دریای شمال در شمال‌غربی اروپا است که از جنوب‌غربی هلند به سمت آلمان کشیده شده و تا غرب دانمارک ادامه دارد. این جزایر مانند سپری برای منطقه پهنه گلی (منطقه‌ای که قسمت‌های زیادی از آن در هنگام جزر خشک می‌شود) دریای وادن در برابر دریای شمال است.
جزایر فریسی در امتداد ساحل خاک اصلی آلمان در خلیج آلمانی، منطقه فریزلند را تشکیل می‌دهد که میهن فریسی‌ها به‌شمار می‌رود. به‌طور کلی عبارت جزایر فریسی برای بخش‌هایی به‌کار می‌رود که در آن به زبان‌های فریسی تکلم می‌شود و جمعیت ساکن آن از نظر قومی، فریسی هستند. از سوی دیگر عنوان جزایر وادن به تمامی این مجمع‌الجزایر شامل جزیره‌های هلندی‌زبان تسل و فلیلاند در غربی‌ترین نقطه این مجمع‌الجزایر و جزایر دانمارکی دریای وادن در شمال سواحل غربی یوتلاند گفته می‌شود.
بیشتر مساحت جزایر فریسی از نظر زیست‌محیطی محافظت‌شده هستند و یک منطقه حیات وحش و ذخیره‌گاه طبیعی بین هلند، آلمان و دانمارک به‌شمار می‌رود. با این حال ادامه استخراج گاز طبیعی و نفت خام در نزدیکی پای‌رود‌های امس، وزر و رود البه و ترافیک کشتی‌ها، باعث ایجاد تنش میان حفاظت از حیات وحش و ارزش‌های اقتصادی شده‌است.